# Никифоров, Сергей Анатольевич
Сергей Анатольевич Никифоров (род. 26 сентября 1965, Куйбышев, РСФСР, СССР) — российский государственный деятель; начальник УМВД России по Калужской области (с 2024), генерал-майор полиции; начальник УМВД России по Республике Калмыкия (2018—2024).

## Биография
Сергей Никифоров родился 26 сентября 1965 года в городе Куйбышеве, ныне Самара. Отслужив срочную службу в рядах Вооруженных силах СССР, завершил обучение в институте. Осуществлял трудовую деятельность на различных предприятиях в Оренбургской области.
В 1997 году поступил на службу в органы внутренних дел Российской Федерации. Более 15 лет занимал руководящие посты в УМВД России по Оренбургской области. В 2015 году был назначен на должность заместителя начальника полиции по оперативной работе УМВД по Оренбургской области.
В 2018 году Указом Президента Российской Федерации от 28 декабря 2018 года полковник полиции Никифоров Сергей Анатольевич был назначен на должность Министра внутренних дел по Республике Калмыкия. Указом Президента РФ 20 февраля 2020 года было присвоено специальное звание генерал-майора полиции. Проработал в этой должности до мая 2024 года.
7 мая 2024 года Указом Президента Российской Федерации генерал-майор полиции Никифоров был назначен на должность начальника УМВД России по Калужской области.

## Награды
Награжден ведомственными наградами:
- медаль «За отличие в службе» всех трёх степеней,
- Медаль «За заслуги в управленческой деятельности» 3 степени,
- медалью «И. Д. Путилина»,
- Почётный сотрудник МВД России.